# 施坦斯科格爾山
47°10′24″N 10°18′21″E / 47.17333°N 10.30583°E

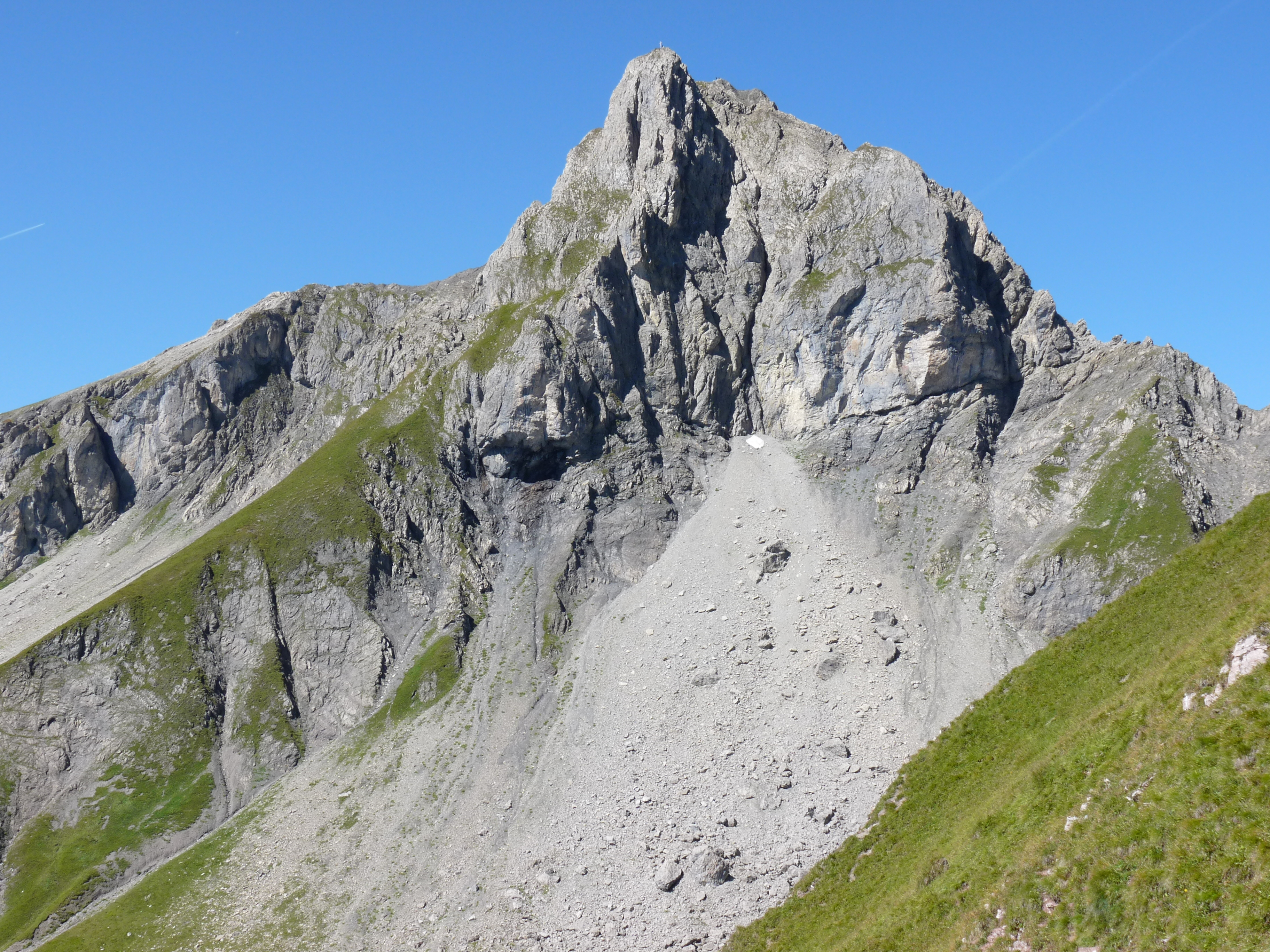

施坦斯科格爾山（德語：Stanskogel），是奧地利的山峰，位於該國西部，由蒂羅爾州負責管轄，屬於萊希塔爾阿爾卑斯山脈的一部分，海拔高度2,757米，每年平均降雨量1,730毫米。